# Клуж-Напокский троллейбус
Клуж-Напокский троллейбус — троллейбусная сеть румынского города Клуж-Напока. Напряжение в контактной сети постоянное, 750 вольт.
Первое предложение о создании троллейбусной системы в Клуж-Напоке датируется 1936 годом. Первая линия протяжённостью 5,6 километра, по которой курсировали 6 вагонов марки «Шкода», открыта 7 ноября 1959 года (ныне это маршрут № 4). В 1960 году запущена вторая линия (сейчас маршрут № 1) протяженностью 7 км; троллейбусов стало уже 20. К 1967 году активно развивающаяся сеть достигла 36 километров, по дорогам Клуж-Напоки курсировали 90 троллейбусов «Шкода» и DAC.
В середине 1980-х годов в связи с нехваткой нефтепродуктов троллейбус Клуж-Напоки пережил новый период активного развития, открылось второе троллейбусное депо в районе Георгиени. После 1989 года часть маршрутов была закрыта, тем не менее троллейбусная сеть остаётся второй по величине в Румынии.
В 2019 году в троллейбусное депо поступило 50 новых сочленённых 18-метровых троллейбусов Solaris Trollino 18.

## Маршруты
- 1 Str.Bucium — P-ta 1 Mai
- 2 Str.Izlazului — P-ta Garii
- 3 Str.Unirii — P-ta Garii
- 4 Str.Aurel Vlaicu — P-ta Garii
- 5 Aeroport — P-ta Garii
- 6 Str.Bucium — Str Aurel Vlaicu
- 7 Str.Aurel Vlaicu — Str.Izlazului
- 10 B-dul Muncii — Str.Unirii
- 14 Str.Bucium — B-dul Muncii
- 23 B-dul Muncii — P-ta M. Viteazul
- 25 Str.Bucium — Str.Unirii

## Подвижной состав
В Клуж-Напоке курсируют: Астра/Ирисбус Агора, Астра/Ирисбус Чителис, Ивеко Астра Таун 118 и Соларис Троллино. В прошлом использовались ДАК 117Е, ДАК 212Е, ДАК 217Е, Рокар 312Е, Рокар Де Симон 412Е, Роман 112Е, ТВ 2Е, ТВ 20Е.
- Троллейбус ДАК 217Е
- Троллейбус Рокар Де Симон 412Е
- Троллейбус Астра/Ирисбус Агора
- Троллейбус Ибеко Астра Таун 118